# Live underslunky
Live underslunky is het tweede livealbum van Ozric Tentacles. Het album was voornamelijk een terugkeer naar de muziek van hun eerste vijf studioalbums en niet zozeer naar de voorgaande studioalbums Erpland en Strangeitude. Opnamen vonden plaats tijdens de tournee van 1991 in The Cambridge (Junction) Theatre op 25 november, de tracks 5, 7, 10 en 11 werden opgenomen op 23 november in The Manchester International. Roly Wynne, de broer van Ed Wynne, had de groep verlaten.

## Musici
- Ed Wynne: gitaar, synthesizers
- Joie Hinton: synthesizer
- John Egan: dwarsfluit
- Mervin Pepler: slagwerk
- Zia Geelani: basgitaar

## Muziek
| Nr. | Titel                             | Duur  |
| --- | --------------------------------- | ----- |
| 1.  | Dots thots (Wynne)                | 7:54  |
| 2.  | Og-Ha-Be (Wynne)                  | 9:28  |
| 3.  | Erpland (Wynne)                   | 5:32  |
| 4.  | White rhino tea (Ozric Tentacles) | 5:48  |
| 5.  | Bizarre bazaar (Ozric Tentacles)  | 4:04  |
| 6.  | Sunscape (Ozric Tentacles)        | 7:50  |
| 7.  | Erpsongs (Wynne)                  | 3:40  |
| 8.  | Snakepit (Wynne, Pepler)          | 3:22  |
| 9.  | Kick muck (Ozric Tentacles)       | 5:18  |
| 10. | O-I (Ozric Tentacles)             | 4:59  |
| 11. | Ayurvevic (Ozric Tentacles)       | 14:46 |